# 鳴ル銅鑼
鳴ル銅鑼（なルどら）は、2013年に結成された日本の4人組ロックバンドである。

## 概要
- 2013年3月結成、岐阜県出身の4人組[1]。
- 結成の経緯は、三輪、蒲、岩田の在籍するスクリーモバンドが解散後、蒲が「（椿屋四重奏のような）ジャズコードを使ったロックがやりたい」という旨を三輪に伝えたことから[2]。
- バンド名は、三輪が姉に連れられて映画館で観賞した愛のむきだしのワンシーンから。映画の中で「愛がなければ私は鳴る銅鑼、響くシンバル」という聖書を読み上げるシーンがあり、そのシーンを気に入った三輪曰く、『「鳴る銅鑼」という意味が音だけで聞いていると僕にはよくわからなかったんですけど、調べると「銅鑼が鳴る」という意味で、なんとなく良い意味だなあと思って“鳴ル銅鑼”になりました』とのこと[3]。

## メンバー
三輪 和也（みわ かずや）
- 唄・六弦、作詞・作曲を担当。
- 犬、チョコ、映画、本が好き[4]。
- 音楽を始めたきっかけは、芸術家の祖父に勧められ書いた詩が全国コンクールの特選に選ばれ、それから頻繁に詩を書くようになり、元来「歌が得意だ」と自認していたことも重なって音楽の道を志す。楽器との初めての出会いは中学生の頃、父親に購入してもらったアコースティックギター[5]。
- 鳴る銅鑼の活動前は邦楽ロックをあまり聴いていなかった。そうした環境の中、CDを購入し聴いていたのが椎名林檎と椿屋四重奏だったということもあり、椿屋四重奏からはメロディ、ギターのアプローチに影響を受けている[6]。

蒲 信介（かば しんすけ）
- 六弦を担当。
- 中学生の頃、ガールズロックバンド「ZONE」のDVDを観賞し、ベース購入を決意するが、金銭的な問題からやむなくギターを購入しそのままの流れでギタリストとなった[7]。

グローバル徹（ぐろーばるとおる）
- 四弦を担当。
- かつてはバイオリニストではあったが、三輪の勧誘でベーシストとなった[8]。
- 「グローバル徹」という名前はゲームをする際の名前に由来している[9]。

岩田 遼平（いわた りょうへい）
- 太鼓を担当。
- 三輪とは小学1年生からの幼馴染[5]。
- 学生時代はゲームセンターのドラムマニアが上手くて有名だった[5]。

## 来歴
2013年
- 3月に岐阜で結成[1]。

2014年
- 7月に地元岐阜県のライヴハウス「柳ヶ瀬ants」で開催された初ワンマンライヴ『上等ワンマン』をソールドアウトさせる[1]。
- 「RO69JACK 2014」で優勝。同年8月には国内最大級の野外ロック・フェス「ROCK IN JAPAN FESTIVAL 2014」出演[1]。
- 10月大阪で開催された「MINAMI WHEEL 2014」に出演した際には入場規制がかかり、同年11月にcinema staffが企画する「OOPARTS」に出演[1]。

2015年
- 1月、Zepp NAGOYAにて開催された「ZIP-FM presents.RADIO2015」で、THE BACK HORN、［Alexandros］のオープニングアクトを努める[1]。

2016年
- 1月20日、初のフルアルバム『極彩色』をリリース。ツアーファイナルのワンマンを名古屋CLUB QUATTROにて開催し満員御礼にて終了[1]。
- 11月、キャリア初の東名阪ワンマンツアーを決行[1]。

2021年
- 4月14日、グローバル徹の無期限休養を発表[10]

## 主なライブ

### ワンマンライブ・主催イベント
| 開催日                   | タイトル                                                          | 備考                         |
| ------------------------ | ----------------------------------------------------------------- | ---------------------------- |
| 2016年2月7日〜2月27日    | 鳴ル銅鑼 極彩色リリースツアー                                     |                              |
| 2016年10月28日〜11月27日 | 鳴ル銅鑼 東名阪ワンマンツアー『文明開化』                         | w/CIVILIAN                   |
| 2017年1月29日            | 鳴ル銅鑼 ツアー『文明開化』 EXTRA 鹿鳴館編 ～NARUDORA unplugged～ | Electric Lady Land           |
| 2017年3月3日〜3月26日    | 鳴ル銅鑼 4th Anniversary tour                                     |                              |
| 2017年10月9日〜10月16日  | 『汎神論』リリース対バンツアー「艶ト宴」                          |                              |
| 2017年11月22日           | 汎神論リリースツアーファイナルシリーズ"点ト線"                    | yanagase ants                |
| 2018年1月5日〜1月19日    | 鳴ル銅鑼『汎神論』リリースツアーEXTRA                             | 下北沢SHELTER                |
| 2018年8月17日            | 鳴ル銅鑼pre.「復興ワンマン」                                      | yanagase ants                |
| 2018年11月3日〜11月17日  | ワンマンツアー「登楼」                                            |                              |
| 2018年11月24日           | ワンマンツアーファイナル「登楼」                                  | 下北沢SHELTER                |
| 2019年3月29日〜3月31日   | 鳴ル銅鑼 6th Anniversary 3days                                    | yanagase ants                |
| 2019年7月12日〜10月11日  | 鳴ル銅鑼 "和モノノ化ケモノ"ツアー                                 |                              |
| 2019年9月7日             | インストアライブ東京編                                            | ヴィレッジヴァンガード高円寺 |
| 2020年3月6日             | 鳴ル銅鑼 7th Anniversary Oneman                                   | yanagase ants                |
| 2021年12月11日           | 鳴ル銅鑼単独公演"アポロと月桂樹"                                  | APOLLO BASE                  |